# Пожежа у Запорізькій обласній інфекційній лікарні
Пожежа у Запорізькій обласній інфекційній лікарні — пожежа із загиблими, яка трапилась у м. Запоріжжя у «Обласній клінічній інфекційній лікарні». Пожежа сталася у ніч з 3 на 4 лютого 2021 року у відділенні для хворих на коронавірусну хворобу. Внаслідок пожежі загинуло 4 осіб, зокрема, 3 пацієнтів, які були підключені до апаратів штучної вентиляції легень, та 1 лікар. Врятовано 8 людей, двоє з них отримали опіки. Загалом у будівлі перебувало 29 людей.
Ймовірною причиною пожежі стало займання апарату штучної вентиляції легень під час підключення його до пацієнта.

## Перебіг подій
Займання сталося на першому поверсі п'ятиповерхової будівлі, в одній з палат реанімації відділення для хворих на коронавірусну хворобу, Запорізької обласної клінічної інфекційної лікарні близько 23:25 3 лютого 2021 року. Займання було на площі 20 кв м., але згодом поширилось до 50 кв. м. За словами очевидців, відкритого вогню не було, але було дуже сильне задимлення на першому поверсі. Подія отримала статус надзвичайної ситуації місцевого значення.
Під час встановлення апарату штучної вентиляції легень та інтубації пацієнта стався вибух та займання. За інформацією запорізького видання ZaБор, сталося коротке замикання апарату штучної вентиляції легень і далі спалахнула пожежа, оскільки в боксі було багато кисню.
Після того, як спалахнула пожежа, персонал Запорізької обласної інфекційної лікарні разом із бригадами швидкої медичної допомоги організували евакуацію пацієнтів. Головний лікар лікарні Володимир Шинкаренко зазначив, що лікар приймального відділення проявив мужність і героїзм та своїми діями дозволив врятувати більшу кількість людей. Допомагали в евакуації пацієнтів 9 бригад швидких: 3 реанімаційних, 5 лікарських та 1 фельдшерська. Пожежні прибули на місце пожежі за 7 хвилин після повідомлення, бригади швидкої допомоги — ще швидше.
Під час ліквідації пожежі рятувальники працювали у захисних костюмах, а їх додатково обробляли антисептиками. Пожежа була локалізована о 00:09, а ліквідована — о 00:19 4 лютого 2021 року підрозділами Державної служби з надзвичайних ситуацій. До гасіння пожежі залучалися 60 осіб та 16 одиниць техніки. Під час ліквідації наслідків пожежі створений пост дезінфекції.
У пожежі загинуло 4 осіб: троє пацієнтів (91, 76 та 64 років), а також лікарка-анестезіолог (26 років), які, за попередньою інформацією, попередньо отруїлися чадним газом. Було врятовано 8 осіб, які перебували у відділенні, їх виносили на руках. Двоє з врятованих постраждали (лікарка та медбрат) в пожежі — вони отримали опіки. Всього у будівлі на цей час було 29 осіб, з них у реанімаційному відділені — 10 пацієнтів.
Після пожежі лікарня продовжить роботу, в ній зараз лікується 18 осіб, але їх планується перевести до інших лікарень Запоріжжя. Також до 8 лютого планується встановити збитки, завдані пожежею, після чого швидко відновити реанімаційне відділення.
Згодом стало відомо, що один із постраждалих, лікар-анестезіолог, отримав незначні опіки та отруєння чадним газом, а медбрат отримав опіки ніг 2 ступеня. Вдень 4 лютого погіршився стан двох з врятованих пацієнток, яких перевели до міської лікарні № 2 м. Запоріжжя, обумовлений сильним стресом через пожежу і отруєння чадним газом.

### Загиблі
- Гліва Ольга Сергіївна (1994 р.н., 26 років), родом з м. Кропивницький, лікар-реаніматолог, з відзнакою закінчила Запорізький державний медичний університет, закінчила у 2020 році інтернатуру,[18][19] за направлення у серпні 2020 року прийшла на роботу до Запорізької обласної клінічної інфекційної лікарні.[20]

## Розслідування
4 лютого 2021 року розпочато розслідування за фактом порушення встановлених законодавством вимог пожежної безпеки, що спричинило загибель людей. Місце оглянули слідчі, експерти Запорізького науково-дослідного експертно-криміналістичного центру МВС та ДСНС, криміналісти із запорізької поліції. Вже станом на ранок було допитано 5 осіб.
Директор Запорізької обласної клінічної інфекційної лікарні Володимир Шинкаренко назвав ймовірною причиною пожежі — загоряння медичного обладнання при встановленні апарату штучної вентиляції легень. Серед можливих причин, що призвели до цього, розглядається експлуатація медичного обладнання без наявності відповідних дозволів, з порушенням правил, призвело до витоку кисню. Поліція серед причин пожежі розглядає порушення пожежної безпеки, техніки безпеки під час роботи з обладнанням, несправність медичного обладнання, а також версію про підпал. За інформацією джерел видання ZaБор, причиною могло стати коротке замикання апарату штучної вентиляції легень. Крім того, у реанімаційному відділенні Запорізької обласної клінічної інфекційної лікарні не було пожежної сигналізації, хоча після перевірки пожежної безпеки у 2020 році було надано приписи на її встановлення. Лікарня була забезпечена вогнегасниками. Але після перевірки у вересні 2020 року пожежну сигналізацію не було встановлено. За словами, міністра охорони здоров'я Максима Степанова, обладнання в реанімаційному відділенні було достатньо нове, а кисневу трасу проклали у квітні 2020 року, проте вогонь поширився дуже швидко і шансів врятувати загиблих практично не було.
Вдень 4 лютого було затримано відповідального за пожежну безпеку в Запорізькій обласній інфекційній клінічній лікарні.
Керівництвом Запорізької обласної державної адміністрації було створено комісію з розслідування причин пожежі.

## Реакція
На місце пожежі вночі приїхав Голова Запорізької облдержадміністрації Олександр Старух, де він дав вночі пресконференцію. Також він дав доручення створити комісію з розслідування для розслідування причин пожежі, а лікарні Запорізької області, які приймають хворих на коронавірусну хворобу, будуть перевірені на дотримання вимог пожежної безпеки.
У Запорізькій області у зв'язку із загибеллю 4 осіб у пожежі 5 лютого оголошено днем жалоби.
На місце пожежі вилетів міністр охорони здоров'я України Максим Степанов та перший заступник голови ДСНС Олег Мельчуцький. Максим Степанов оглянув місце трагедії, а також провідав у лікарні постраждалих медиків.
Прем'єр-міністр України Денис Шмигаль доручив у стислі терміни розслідувати причини пожежі та надати необхідну допомогу постраждалим.
Свої співчуття у зв'язку із трагедією висловив близьким загиблих Президент України Володимир Зеленський, зазначивши, що держава буде «виправляти цю ситуацію, щоб запобігти подібному в майбутньому». Також свої співчуття висловили Прем'єр-міністр України Денис Шмигаль, керівництво Запорізької ОДА та голова Запорізької обласної ради Олена Жук, міська влада Запоріжжя. Крім того, співчуття близьким загиблих висловив Регіональний директор ВООЗ у Європі Ганс Клюге.
Після пожежі у Запорізькій обласній інфекційній лікарні ухвалено рішення про перевірку пожежної безпеки в усіх лікарнях, де є кисневі магістралі.
Запорізька влада ухвалила рішення про виділення з обласного бюджету родинам загиблих по 50 тис. гривень.